# 이세계 미소녀 수육 아저씨와
《이세계 미소녀 수육 아저씨와》(일본어: 異世界美少女受肉おじさんと)는 츠루자키 유우 원작, 이케자와 신이 그린 일본의 만화이다. 〈사이코미〉(일본어: サイコミ)에서 2019년 11월 18일부터 연재되고 있다. 단행본은 쇼가쿠칸에서 출판하고 있으며, 2022년 6월 기준으로 7권까지 나왔다. 대한민국에서는 《이세계 미소녀가 되어 버린 아저씨와》라는 이름으로 학산문화사에서 나오고 있다. 애니메이션은 OLM에서 만들어 TV 도쿄 등에서 2022년 1월 12일부터 3월 30일까지 방영했다. 대한민국에서는 애니맥스에서 같은 해 1월 14일부터 4월 1일까지 매주 금요일 자정에 방영했다.

## 등장인물

### 주요 인물
- 타치바나 히나타(일본어: 橘 日向)(성우: 여자-M·A·O, 남자-이토 켄토, 초등학생 시절-키쿠치 사야카)
- 진구지 츠카사(일본어: 神宮寺 司)(성우: 히노 사토시, 타카미야 사오리(초등학생 시절))

### 히나타의 주변 인물들
- 사랑과 미의 여신(일본어: 愛と美の女神)(성우: 쿠기미야 리에)
- 티로리로 리리리 루(일본어: ティロリロ・リリリ・ルー)(성우: 후지이 유키요)
  - 사테이나(일본어: サテイナ)(성우: 토노 히카루)와 울티나(일본어: ウルティナ)(성우: 신토 아마네)라는 부하가 있다.
- 슈바르츠 폰 리히텐슈타인 로엔그람(일본어: シュバルツ・フォン・リヒテンシュタイン・ローエングラム) (성우: 이시카와 히로토)
- 루시우스(일본어: ルシウス)(성우: 키타무라 에리)

### 마족
- 비즈도(일본어: ヴィズド)(성우: 야마자키 하루카)
- 캄(일본어: カーム)(성우: 아이미)

## 방영 목록
마지막화를 뺀 나머지의 제목이 '이세계 미소녀 수육 아저씨와 A'(A는 임의의 낱말)로 되어 있다.
| 회차       | 제목                                      | 방송 일자       |
| ---------- | ----------------------------------------- | --------------- |
| 1화        | 이세계 미소녀 수육 아저씨와 아저씨        | 2022년 1월 12일 |
| 2화        | 이세계 미소녀 수육 아저씨와 절세미녀      | 2022년 1월 19일 |
| 3화        | 이세계 미소녀 수육 아저씨와 화난 엘프     | 2022년 1월 26일 |
| 4화        | 이세계 미소녀 수육 아저씨와 검은 검사     | 2022년 2월 2일  |
| 5화        | 이세계 미소녀 수육 아저씨와 움직이는 갑옷 | 2022년 2월 9일  |
| 6화        | 이세계 미소녀 수육 아저씨와 자유인        | 2022년 2월 16일 |
| 7화        | 이세계 미소녀 수육 아저씨와 오징어 파이터 | 2022년 2월 23일 |
| 8화        | 이세계 미소녀 수육 아저씨와 선택          | 2022년 3월 4일  |
| 9화        | 이세계 미소녀 수육 아저씨와 미소녀        | 2022년 3월 11일 |
| 10화       | 이세계 미소녀 수육 아저씨와 반란          | 2022년 3월 18일 |
| 11화       | 이세계 미소녀 수육 아저씨와 결전 병기     | 2022년 3월 25일 |
| 최종화(12) | 이세계 미소녀 수육 아저씨와               | 2022년 3월 30일 |